# Saltholm

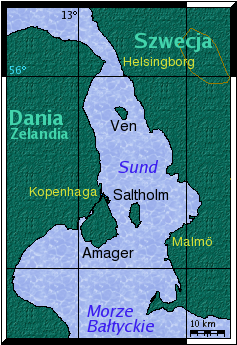
Cieśnina Sund i Saltholm

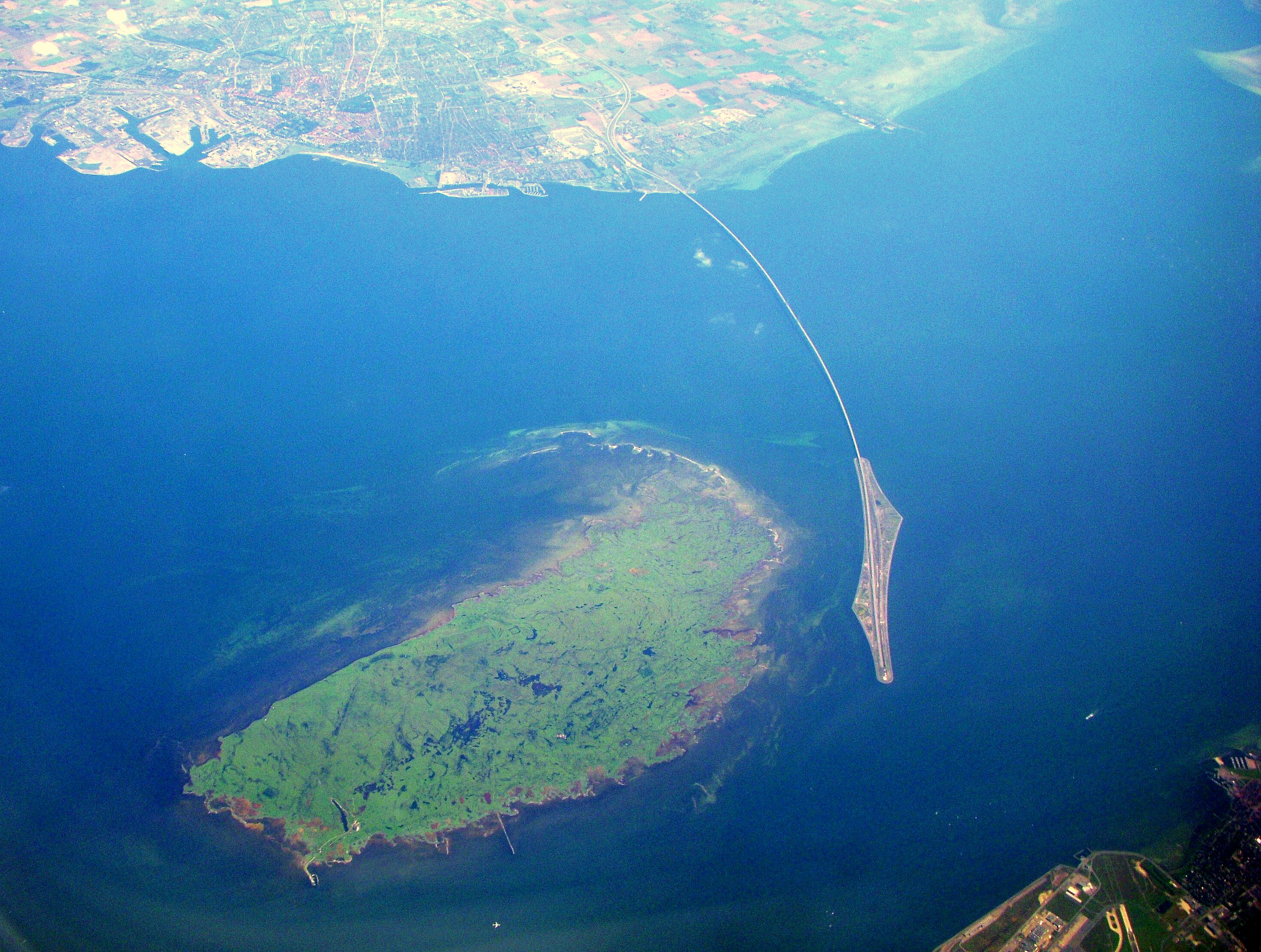
Saltholm, Peberholm (po prawej) i most nad Sundem

Saltholm (od duń. salt – sól) – duńska wyspa, położona w cieśninie Sund o powierzchni 15,99 km² (21. pod względem wielkości wyspa Danii, a 2. w Sund).

## Krótki opis
Leży 5 km na wschód od Amager i 1 km na północ od sztucznej wyspy Peberholm, stanowiącej część przeprawy drogowo-kolejowej nad Sundem, która łączy Kopenhagę z Malmö.
- geografia: długość – 7 km, największa szerokość – 3 km, wyspa posiada typowo płaskie ukształtowanie powierzchni, naturalne wzniesienia praktycznie nie występują (najwyższy punkt to Harehøj – 3 m n.p.m.).
- ludność: w styczniu 2017 r. wyspę zamieszkiwały 2 osoby (gospodarstwo Holmegård)[1], gęstość zaludnienia wynosi więc zaledwie 0,125 osób/km².
- fauna: najbogatszy w Danii naturalny rezerwat ptactwa, latem wypasa się tu do 1000 krów.
- flora: wyspa posiada niewielkie zalesienie, występują tu m.in. lulek czarny, serdecznik pospolity, rzadka odmiana rogownicy (Cerastium diffusum ssp. subtetrandrum) czy kosaciec fałszywy (Iris spuria).

W 1941 powstały plany zakładające budowę nowego lotniska dla Kopenhagi właśnie na Saltholm, jednak koncepcja ta została ostatecznie porzucona w 1979.

## Demografia
- Wykres liczby ludności Saltholmu na przestrzeni ostatniego stulecia

Uwaga* – w roku 1916 na wyspie stacjonował personel wojskowy, co spowodowało nagły, skokowy wzrost liczby mieszkańców.
Źródło: Duński Urząd Statystyczny